# Ceignes
Ceignes är en kommun i departementet Ain i regionen Auvergne-Rhône-Alpes i östra Frankrike. Kommunen ligger  i kantonen Izernore som ligger i arrondissementet Nantua. Kommunens areal är 10,01 km². År 2022 hade Ceignes 263 invånare.

## Befolkningsutveckling
Antalet invånare i kommunen Ceignes
Referens: INSEE